# Caroline Augusta Rhys Davids

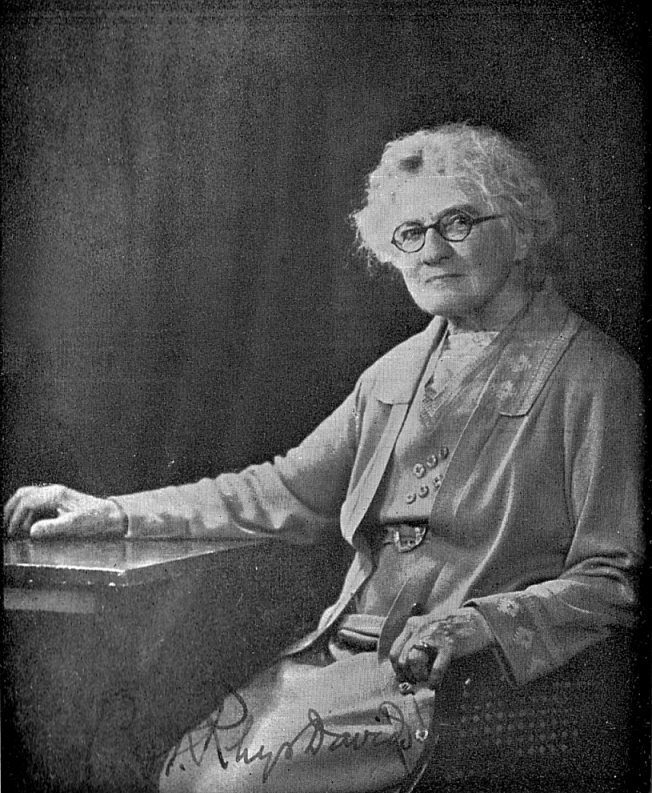
Caroline Augusta Foley Rhys Davids (1934).

Caroline Augusta Rhys Davids, född 27 september 1857, död 26 juni 1942, var en brittisk författare och indolog. Hon var gift med indologen Thomas William Rhys Davids.
Davids deltog med stor skicklighet i sin makes arbete och hjälpte honom i arbetet med utgivandet av de flesta av hans texter. Utöver detta arbete skrev och utgav hon även egna texter såsom A buddhist manual of psychological buddhism (1900) och översättningar som Psalms of the early buddhists (2 band, 1909-1913).